# SANARARA
《SANARARA》（サナララ）是NEKO NEKO Software於2005年4月29日發售的視覺小說類型成人遊戲。2012年10月26日發售重製版《SANARARA R》（サナララR）。

## 概要
與貓貓軟件之前的作品不同，標題不是顏色、主要製作人員幾乎都是新人、畫風萌化、價格稍低以及限量發售20000張等因素，使得在發售前受到一定的注意。這是由於擔任監督的希望，在不偏離“描寫日常生活”的大前題下，想嘗試打造新的貓貓軟件遊戲風格。
由於本作之前如銀色、水色、朱 -Aka-等作品中，都習慣以顏色作為名稱（除Fansdisc、麻雀、回饋CD以外），而本作在遊戲最初公開名稱時，是個看起來字面上不與顏色相關的作品名稱。但作品名稱實際上是指遊戲的第4章中以櫻色、油菜色、薰衣草色、亮天藍四種顏色混合而成表示海洋的翠綠色，而名稱是以四種顏色的頭文字組合成的造字。在遊戲發售之前，本作監督在MMR日記中提到不使用顏色的原因，是由於本作「有很濃厚的實驗作品意味」、「盡量以新人為主」等。在遊戲發售後又提到，「這並不單單是個造字，亦包含了各種各樣的意思在內。」
在此之前一直擔任遊戲監督，亦是代表作家的，在本作中作為其中一章劇本而留下，而由彈珠汽水開始活躍的和秋津環二人則共同擔任本作監督。而到此為止一直擔任原畫工作的原畫家秋乃武彥，彈珠汽水起新加入的、等主要工作人員並沒參與，取而代之由官方網頁擔任連載四格漫畫《諸葛瑾》的蒼樹梅的「很相似」的孿生姊姊，為主要原畫，和擔任戲畫作品的原畫的作為次要原畫，由與以往不同的工作人員構成。後來亦擔任了中，SANARARA號外編的原畫。

## 基本系統
以閱讀一個接一個由短篇構成的「Story」方式進行，不能選擇攻略角色。再次閱讀的時候，已讀部份可以隨時任意選取閱讀。

## 故事介紹
任誰都擁有可實現「一生人一次的機會」的時刻終於到來……。收錄由不可思議的「機會系統（Chance System）」選定的「對象者」及實現願望的「導航者」構成的四個小故事。
雖然設定有點跳脫現實，然而故事與世界觀與一般的世界無異。另外與前作「彈珠汽水」一樣，雖然是描寫傷感的故事，然而不並是以悲劇作結，讀後感覺良好。
作為標題的，在故事上蘊含有重要的意思，在其中一個故事內有詳細說明。

## 登場角色

### Story: 01
- 和也（聲：無）
- 椎名希未（聲：夏野冰）

### Story: 02
- 雄司（聲：無）
- 高槻步美

### Story: 03
- 高畑（聲：無）
- 三重野涼（聲：岩田由貴）

### Story: 04
- 芳澤洋一（聲：無）
- 矢神由梨子

## 主題曲
- 插曲／片尾曲：（春風）
  - 作詞：海富一　作曲、編曲：藤間仁（Elements Garden）歌：KAKO
- 插曲：（SANARARA～花開的星期一～）
  - 作詞：　作曲、編曲：ms-jacky(milktub)　歌：中原涼

## 小說
日文版
- 出版社：
- 著者：岡田留奈
- 2005年8月初版 ISBN 4-89490-771-2

中文版（著者、插畫同上）
- SANARARA～淡藍花色～
- 出版社：龍成出版事業有限公司
- 譯者：林香吟
- 2006年6月初版 ISBN 957-462-942-2

## 外部連結
- NEKO NEKO Software官方網頁（页面存档备份，存于）（日語）
- 官方網站（日語）
- 《SANARARA》在視覺小說數據庫的頁面 （英文）